# Берн (хоккейный клуб)
СК «Берн» (нем. Schlittschuh Club Bern) — профессиональный хоккейный клуб, представляющий одноимённую столицу Швейцарии. Выступает в Швейцарской национальной лиге А. Домашняя арена — стадион «Пост Финанс-Арена», вмещающий во время хоккейных матчей до 16 789 зрителей. По количеству титулов чемпиона Швейцарии (13) уступает только безусловному лидеру «Давосу» (30 титулов).

## История

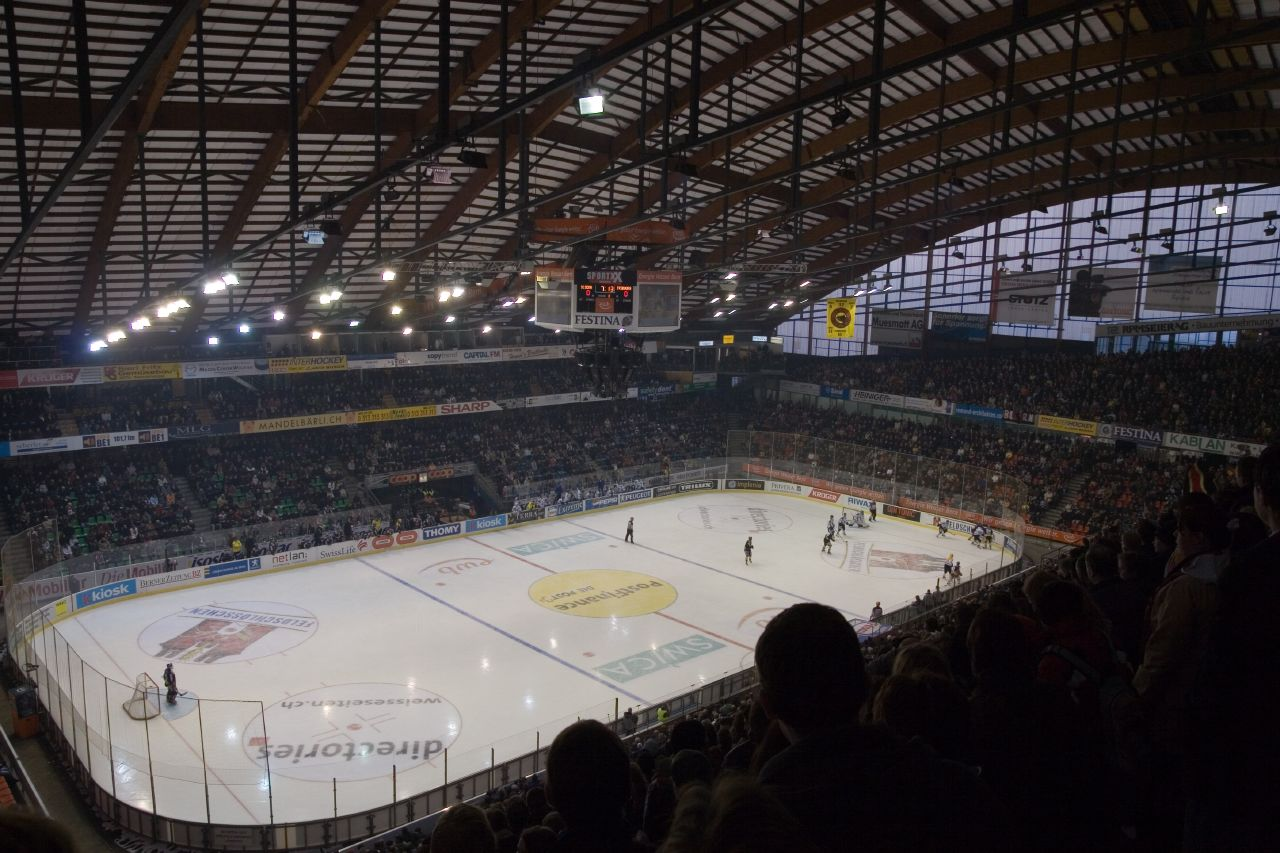
PostFinance Arena

Секция хоккея с шайбой в спортивном клубе Берн, основанном 3 ноября 1930 года, официально начала действовать 1 января 1931 года. Сегодня СК «Берн» — это популярная среди болельщиков команда, арена клуба (PostFinance Arena) — один из крупнейших ледовых дворцов в Европе. В 2006 году был установлен рекорд посещаемости среди сезонов, когда на стадионе в среднем присутствовали 15 994 зрителя за игру. СК Берн выигрывал чемпионат Швейцарии 13 раз.
В ходе локаута НХЛ 2005 года за Берн выступали Даниэль Брир, Дэни Хитли, Хенрик Таллиндер, Жан-Пьер Дюмон, Марк Савар, Крис Кларк, несмотря на то, что по правилам лиги в одной игре не могли принимать участие более четырёх хоккеистов, не имеющих швейцарского паспорта.
После неудачного сезона 2006 года клуб сменил главного тренера (вместо Роберто Триулзи пришёл Джон ван Боксмеер) и генерального менеджера (место Алпо Сухонена занял Свен Люенбергер). Нынешний руководитель клуба провёл за Берн в качестве игрока тринадцать сезонов в амплуа защитника и имеет на своём счету 67 заброшенных шайб, 145 результативных передач и 4 звания чемпиона страны.
30 сентября 2008 года в ходе празднования столетия хоккея в Швейцарии Берн встречался с клубом из НХЛ Нью-Йорк Рейнджерс. Со времени предыдущего визита Рейнджерс в Швейцарию прошло 49 лет. При переполненных трибунах СК Берн потерпел сокрушительное поражение со счётом 1:8.
Как победитель регулярного сезона 2007/08 Швейцарской национальной лиги получил право выступать в Хоккейной Лиге чемпионов сезона 2008/09.

## Достижения
- Чемпионы Швейцарии (16 раз): 1959, 1965, 1974, 1975, 1977, 1979, 1989, 1991, 1992, 1997, 2004, 2010, 2013, 2016, 2017, 2019

## Состав
| №                         | Игрок             | Страна                    | Хват    | Дата рождения              | Рост    | Вес     |         |
| Вратари                   | Вратари           | Вратари                   | Вратари | Вратари                    | Вратари | Вратари | Вратари |
| ------------------------- | ----------------- | ------------------------- | ------- | -------------------------- | ------- | ------- | ------- |
| 36                        | Адам Рейдеборн    | Швеция                    | Левый   | 18 января 1992 ( 32 года ) | 184 см  | 81 кг   |         |
| 30                        | Филип Вютрих      | Швейцария                 | Левый   | 17 января 1998 ( 26 лет )  | 182 см  | 76 кг   |         |
| 84                        | Даниэль Манзато   | Швейцария                 | Левый   | 17 января 1984 ( 40 лет )  | 184 см  | 85 кг   |         |
| 29                        | Андри Хенауэр     | Швейцария                 | Левый   | 26 марта 2002 ( 22 года )  | 181 см  | 80 кг   |         |
| Защитники                 |                   |                           |         |                            |         |         |         |
| 3                         | Джастин Крюгер    | Германия                  | Правый  | 6 октября 1986 (38 лет)    | 190 см  | 98 кг   |         |
| 5                         | Адам Альмквист    | Швеция                    | Левый   | 27 февраля 1991 (34 года)  | 181 см  | 79 кг   |         |
| 55                        | Калле Андерссон   | Швеция                    | Правый  | 16 мая 1994 (30 лет)       | 187 см  | 98 кг   |         |
| 57                        | Жереми Камерзан   | Швейцария                 | Правый  | 17 февраля 1988 (37 лет)   | 189 см  | 91 кг   |         |
| 58                        | Эрик Блум         | Швейцария                 | Левый   | 13 июня 1986 (38 лет)      | 177 см  | 78 кг   |         |
| 65                        | Рамон Унтерзандер | Швейцария                 | Правый  | 21 января 1991 (34 года)   | 183 см  | 90 кг   |         |
| 77                        | Яник Буррен       | Швейцария                 | Правый  | 28 января 1997 (28 лет)    | 181 см  | 80 кг   |         |
| 85                        | Колин Гербер      | Швейцария                 | Левый   | 14 марта 1998 (26 лет)     | 191 см  | 85 кг   |         |
| Левые крайние нападающие  |                   |                           |         |                            |         |         |         |
| 10                        | Тристан Шервей    | Швейцария                 | Левый   | 7 мая 1991 (33 года)       | 176 см  | 83 кг   |         |
| 29                        | Даниэле Грасси    | Швейцария                 | Правый  | 27 января 1993 (32 года)   | 180 см  | 85 кг   |         |
| 41                        | Грегори Шьярони   | Швейцария                 | Правый  | 7 апреля 1989 (35 лет)     | 182 см  | 93 кг   |         |
| 48                        | Маттиас Бибер     | Швейцария                 | Левый   | 14 марта 1986 (38 лет)     | 181 см  | 88 кг   |         |
| 81                        | Томас Рюфенахт    | Швейцария                 | Левый   | 22 февраля 1985 (40 лет)   | 180 см  | 85 кг   |         |
| Центрфорварды             |                   |                           |         |                            |         |         |         |
| 9                         | Ян Муршак         | Словения                  | Правый  | 20 января 1988 (37 лет)    | 181 см  | 83 кг   |         |
| 21                        | Симон Мозер       | Швейцария                 | Левый   | 10 марта 1989 (35 лет)     | 187 см  | 98 кг   |         |
| 25                        | Эндрю Эббетт      | Канада                    | Левый   | 2 января 1983 (42 года)    | 173 см  | 79 кг   |         |
| 36                        | Марк Аркобелло    | Соединённые Штаты Америки | Правый  | 12 августа 1988 (36 лет)   | 176 см  | 80 кг   |         |
| 44                        | Андре Хайм        | Швейцария                 | Левый   | 26 апреля 1998 (26 лет)    | 187 см  | 83 кг   |         |
| 92                        | Гаэтан Хаас       | Швейцария                 | Правый  | 31 января 1992 (33 года)   | 181 см  | 80 кг   |         |
| Правые крайние нападающие |                   |                           |         |                            |         |         |         |
| 11                        | Ален Бергер       | Швейцария                 | Правый  | 27 декабря 1990 (34 года)  | 193 см  | 92 кг   |         |
| 24                        | Лейв Фогстад-Волд | Норвегия                  | Левый   | 2 января 1998 (27 лет)     | 189 см  | 95 кг   |         |
| 17                        | Зак Бойчак        | Канада                    | левый   | 4 октября 1989 (35 лет)    | 185 см  | 92 кг   |         |
| 27                        | Марк Кемпф        | Швейцария                 | Правый  | 8 ноября 1990 (34 года)    | 178 см  | 79 кг   |         |